# Allianz Field
Das Allianz Field ist ein Fußballstadion in der US-amerikanischen Stadt Saint Paul im Bundesstaat Minnesota. Die Bezeichnung Minnesota United FC Stadium war ein Projektname. Das seit 2017 der Major League Soccer (MLS) zugehörige Fußball-Franchise von Minnesota United trägt seit der Saison 2019 seine Spiele hier aus; dafür stehen 19.400 Plätze zur Verfügung. Es besteht die Möglichkeit, das Stadion bei Bedarf auf 24.474 Plätze auszubauen. Die Kosten der privatfinanzierten Spielstätte beliefen sich auf 250 Mio. US-Dollar. Minnesota United trat übergangsweise bis zur Fertigstellung im TCF Bank Stadium der University of Minnesota an.

## Geschichte
Am 25. März 2015 wurde Minnesota United als Expansion Team in die MLS aufgenommen. Am 23. Oktober des Jahres gab Teambesitzer William „Bill“ McGuire und Saint Pauls Bürgermeister Chris Coleman den Plan bekannt, ein Stadion in Saint Paul bauen zu wollen. Der Bau ist ein Teil der Sanierung der Snelling-Midway-Gegend. Der erste Spatenstich für den Bau wurde am 12. Dezember 2016 in Anwesenheit von Bill McGuire und MLS Commissioner Don Garber vorgenommen. Zuvor wurden für die Arbeiten Stromleitungen verlegt. Nachdem der Boden getaut war, konnten die Bauarbeiten im Frühling 2017 starteten. Auf dem 34,5 ac (rund 13,8 Hektar) großen Grundstück entstanden neben dem Stadion weitere Einrichtungen wie Büro- und Wohngebäude, ein Hotel und Freizeitanlagen, darunter Fitnessstudio und Kino. Die Fußballarena wurde durch den Eigentümer von Minnesota United und seinen Partnern finanziert. Nach Fertigstellung wurde die Sportanlage aber an die Stadt Saint Paul übergeben.
Die Spielstätte wird auf den Rängen über 25 Suiten und 38 Logen sowie vier Clubs verfügen. Das Stadion wird eng gebaut, damit die Zuschauer das Spielgeschehen aus der Nähe verfolgen können. Der Platz, der am nächsten zum Spielfeld liegt, hat einen Abstand von 15 ft (rund 4,57 m). Der größte Abstand beträgt 145 ft (etwa 44,2 m). Der Entwurf des Stadions stammt von den Architekten von Populous. Das umsetzende Bauunternehmen war die Mortenson Construction. Für den Masterplan des Projekts ist das Architekturbüro S9Architecture verantwortlich. Die Tribünen des Stadions sind größtenteils überdacht. Neben dem Schutz vor dem Wetter soll das Dach die Lautstärke der Zuschauer bei Veranstaltungen dämpfen. Die Fassade ist von einer gespannten, transluzenten PTFE-Membran eingehüllt. Mit einer LED-Beleuchtung erstrahlt die Außenhaut in verschiedenen Farben. Für Spiele im kalten Frühling oder Herbst besitzt das Spielfeld aus Naturrasen eine Rasenheizung. Im ganzen Stadion ist über Wi-Fi-Anlagen ein Netzanschluss verfügbar.
Im Juli 2017 wurde das Versicherungsunternehmen Allianz Life Insurance Co. of North America, Tochtergesellschaft der deutschen Allianz SE, für 12 Jahre Namenssponsor des Stadions. Über weitere Bedingungen der Vereinbarung wie die Höhe der Vertragsumme erteilte das Unternehmen keine Auskunft.
Am 21. Oktober 2018 wurden erstmals das Stadion und die Fassade beleuchtet. Kurz zuvor wurde ein neuer Zuschauerrekord für ein Fußballspiel in Minnesota aufgestellt. Zur Partie der Minnesota United gegen die LA Galaxy im TCF Bank Stadium kamen insgesamt 52.242 Besucher. Das neue Stadion bietet unter 20.000 Plätze. Der Zuschauerschnitt im TCF Bank Stadium lag bei fast 24.000 Zuschauern. Dies könnte auf lange Sicht zum Problem werden.
Am 1. März 2019 wurde nach 20 Monaten Bauzeit das Stadion offiziell übergeben. Es wurde mit den Vorbereitungen zur Eröffnung der Spielstätte begonnen. Insgesamt waren am Bau 2.020 Arbeiter mit 650.000 Arbeitsstunden beteiligt. Elf Prozent der Arbeitenden waren Frauen. Von den 19.400 Zuschauerplätzen sind 2.800 sogenannte Safe-Standing-Plätze auf der Südtribüne bei der Heimfans, die als Steh- wie auch als Sitzplätze genutzt werden können. Das neue Stadion befindet sich auf dem südlichen Teil des rund 14 Hektar großen Areals. Im Norden entstand eine Grünfläche von einem halben Hektar. Die Regenwassersammelsystem soll jährlich 7.500 m3 Wasser wiederverwenden. Das Allianz Field selbst besitzt einen 2.500 m3 Tank zur Eigenversorgung wie z. b. der Rasenbewässerung. Für die Stadionanlage selbst haben die Steuerzahler nichts bezahlt. Die Stadt gab für die Ermöglichung der Arbeiten, Verbesserung der Infrastruktur und öffentlichen Räumen 20 Mio. US-Dollar aus. Statt der geplanten 200 Mio. US-Dollar kostete das Allianz Field 250 Mio. US-Dollar.
Am 13. April 2019 trafen Minnesota United und der New York City FC zum ersten offiziellen Spiel im Allianz Field aufeinander. Vor ausverkauftem Haus mit 19.976 Besuchern trennten sich die Mannschaften mit einem 3:3. Den ersten Treffer in der neuen Heimspielstätte erzielte Osvaldo Alonso.
Die MLS vergab Mitte Oktober 2021 das MLS All-Star Game 2022 an Minneapolis und Saint Paul mit dem Allianz Field.

## Länderspiele
Die Fußballnationalmannschaft der Vereinigten Staaten bestritt am 18. Juni ihr erstes Spiel beim CONCACAF Gold Cup 2019 im neuen Stadion von Minnesota United. Auch die weitere Partie des ersten Spieltages der Gruppe D wurde zuvor zwischen Panama und Trinidad und Tobago ausgetragen.
Männer
- 18. Juni 2019:  Panama –  Trinidad und Tobago 2:0 (0:0) – CONCACAF Gold Cup 2019[18]
- 18. Juni 2019:  Vereinigte Staaten –  Guyana 4:0 (1:0) – CONCACAF Gold Cup 2019[19]
- 02. Feb. 2022:  Vereinigte Staaten –  Honduras 3:0 (2:0) – Qualifikation zur Fußball-WM 2022[20]
- 12. Sep. 2023:  Vereinigte Staaten –  Oman 4:0 (1:0) – Freundschaftsspiel[21]

Frauen
- 03. Sep. 2019:  Vereinigte Staaten –  Portugal 3:0 – Freundschaftsspiel[22]
- 26. Okt. 2021:  Vereinigte Staaten –  Südkorea 6:0 – Freundschaftsspiel[23]

## Galerie

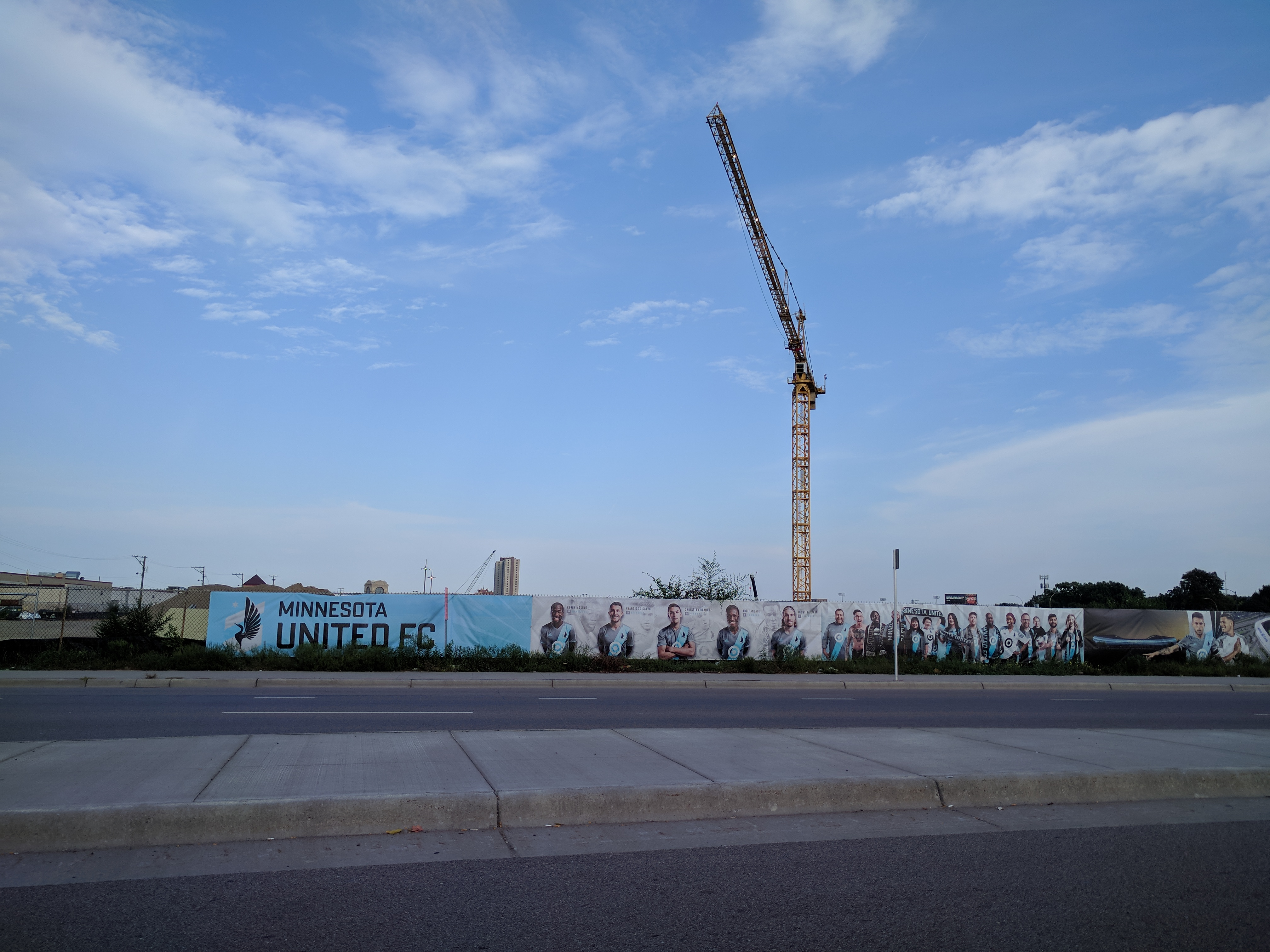
Bauarbeiten im September 2017
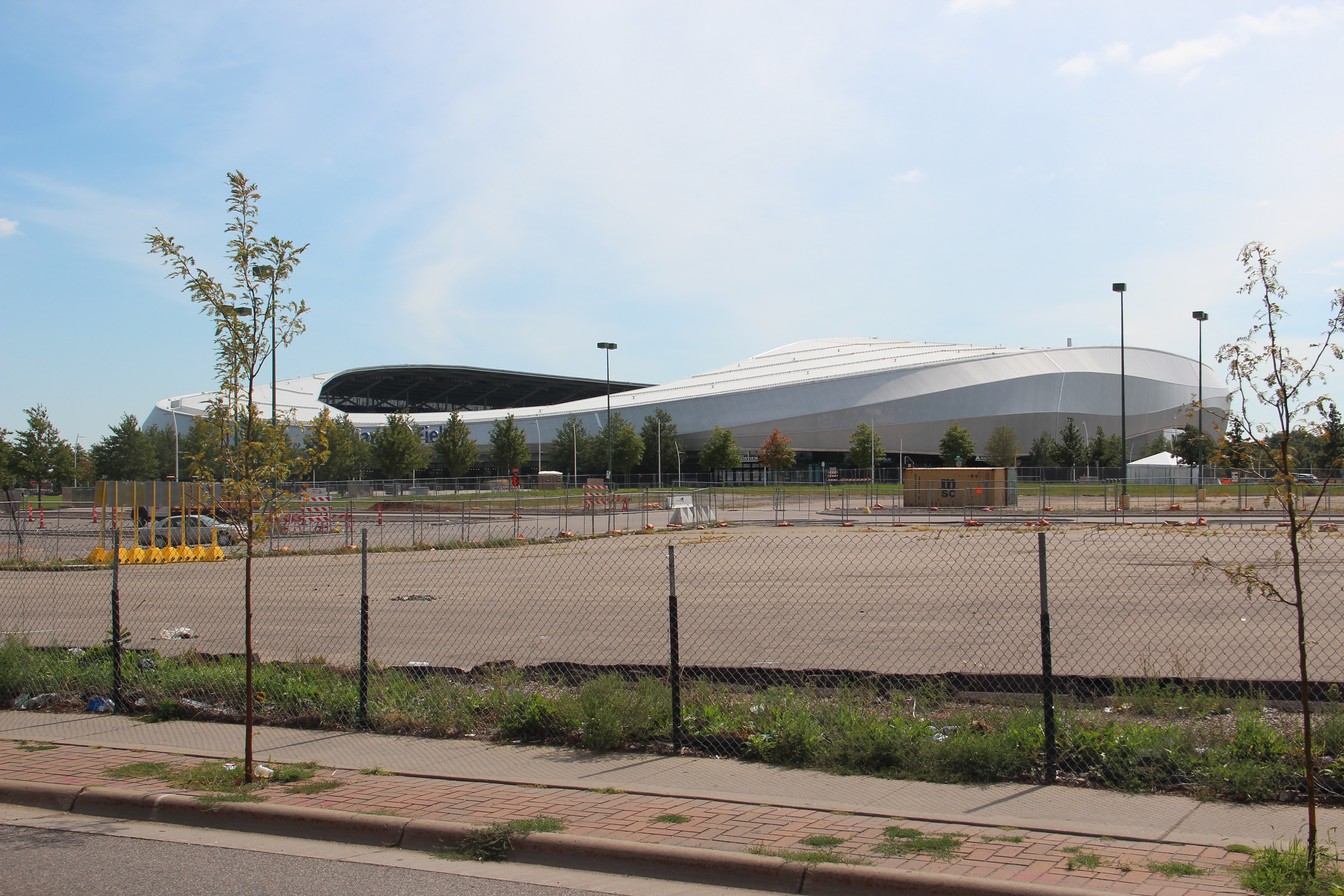
Das Allianz Field im August 2022